# Rostislav Stratimirovič
Rotislav Stratimirovič in bulgaro Ростислав Стратимирович? (fl. XVII secolo) appartenne all’aristocrazia bulgara dal XVII secolo. Fu Principe di Tărnovo e discendente della dinastia reale di Šišman. Lui fu il leader della Seconda rivolta di Tărnovo degli bulgari contro l’Impero Ottomano nel 1686.

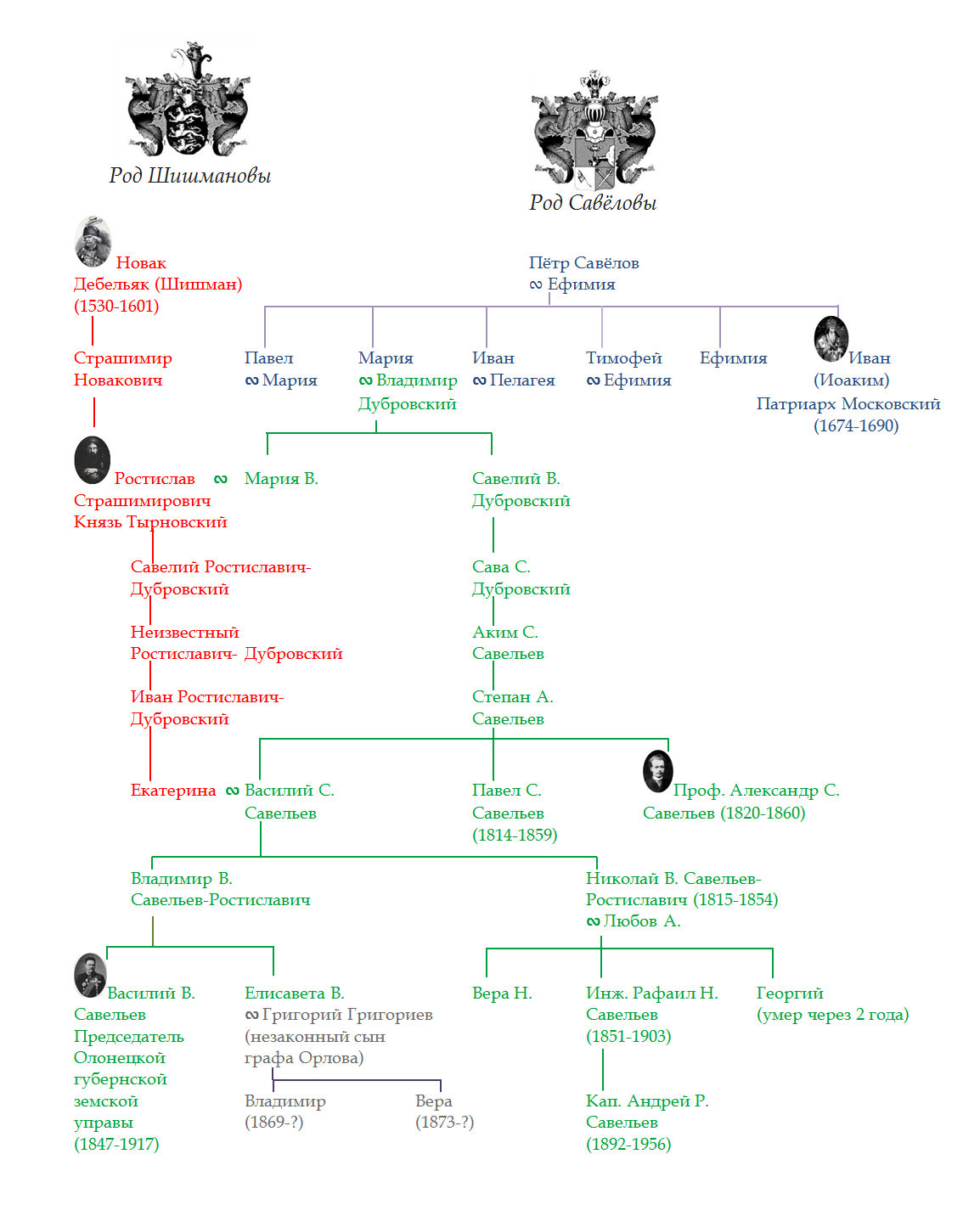
L'albero genealogico della famiglia russa Saveliev-Rostislavic, secondo la versione di Nikolay Elagin.

Nel 1686 partì per la capitale della Russia, dove domandò aiuto ed appoggio per la rivolta da lui preparata dal patriarca di Mosca – Yoakim. L'accordo tra entrambi fu garantito dal fidanzamento del Principe con la nipote del patriarca – Maria Dubrovska. Nel frattempo però nella vecchia capitale bulgara – Tărnovo, la rivolta scoppiò prematuramente. Rostislav tornò in Bulgaria, ma la forza dell'Impero Ottomano fu superiore e la rivolta soppressa. Gravemente ferito Rostislav raggiungè il Monastero di Rila dove li monaci gli salvarono la vita. Dopo tante avventure tornò in Mosca dove si sposò con Maria Dubrovska e diede l'inizio della famiglia nobile russa Saveliev-Rostislavič. Uno dei suoi discendenti è lo scrittore russo Nikolai Saveliev-Rostislavič.